# Sunday Airlines
Sunday Airlines — казахстанська чартерна авіакомпанія, підрозділ SCAT Airlines. Основна база — міжнародний аеропорт Алмати.
Авіакомпанія була створена та розпочала свою діяльність в 2013 році.

## Напрямки
| Країна    | Місто          | Аеропорт       | Примітки        | Посилання |
| --------- | -------------- | -------------- | --------------- | --------- |
| Китай     | Санья          | Санья          | Сезонний чартер | [ 1 ]     |
| Єгипет    | Хургада        | Хургада        | Сезонний чартер |           |
| Єгипет    | Шарм-ель-Шейх  | Шарм-ель-Шейх  | Сезонний чартер | [ 2 ]     |
| Індія     | Гоа            | Гоа            | Сезонний чартер |           |
| Японія    | Токіо          | Токіо-Наріта   |                 | [ 3 ]     |
| Казахстан | Актау          | Актау          | Хаб             |           |
| Казахстан | Актобе         | Актобе         |                 |           |
| Казахстан | Алмати         | Алмати         | Хаб             |           |
| Казахстан | Караганда      | Караганда      |                 |           |
| Казахстан | Нур-Султан     | Нур-Султан     | Хаб             |           |
| Казахстан | Петропавловськ | Петропавловськ |                 |           |
| Мальдіви  | Мале           | Мале           | Сезонний чартер |           |
| Таїланд   | Пхукет         | Пхукет         | Сезонний чартер |           |
| Туреччина | Анталія        | Анталія        | Сезонний        |           |
| В'єтнам   | Нячанг         | Камрань        | Сезонний чартер |           |

## Флот
На червень 2015: